# Уяринецька сільська рада
| Уяринецька сільська рада — колишній орган місцевого самоврядування у Тиврівському районі Вінницької області з адміністративним центром у с. Уяринці. Сільській раді підпорядковані населені пункти: - с. Уяринці |

## Склад ради
Рада складається з 12 депутатів та голови.

## Керівний склад сільської ради
| ПІБ                        | Основні відомості                                                               | Дата обрання | Дата звільнення |
| -------------------------- | ------------------------------------------------------------------------------- | ------------ | --------------- |
| Самуляк Наталія Михайлівна | Сільський голова, 1964 року народження, освіта, позапартійна                    | 26.03.2006   | 31.10.2010      |
| Самуляк Наталія Михайлівна | Сільський голова, 1964 року народження, освіта середня спеціальна, безпартійний | 31.10.2010   |                 |

Примітка: таблиця складена за даними джерела